# Gipsurile de la Leghia
Gipsurile de la Leghia, (monument al naturii) este o arie protejată de interes național ce corespunde categoriei a IV-a IUCN (rezervație naturală de tip geologic) și se află într-o zonă de mare diversitate geologică (de la straturile carbonifere de la Ticu - Aghireș, la depozitele de numuliți de la Dumbrava). 
Rezervația naturală Gipsurile de la Leghia este situată în județul Cluj, pe teritoriul administrativ al comunei Aghireșu, pe dealurile din hotarele satelor Leghia, Dumbrava, Nadășu și Inucu. 
Varietatea de gips numită alabastru a fost exploatată de zeci de ani, pentru confecționarea articolelor decorative (vaze, suporturi-coloană pentru telefoane) precum si a articolelor decorative pentru birou (presse papier, călimări, scrumiere etc.). Confecționarea acestora a fost dezvoltată în satul Dumbrava și în Căpușul Mare.